# 今井清隆
今井 清隆（いまい きよたか、1957年11月5日 - ）は、日本の舞台俳優。群馬県伊勢崎市出身。

## 経歴
- 1976年 群馬県立伊勢崎工業高等学校を卒業する
- 1981年 東京松本英語専門学校を卒業。ミュージカル評論家の風早美紀から「ラ・マンチャの男」を奨められ感激し舞台を志す。
- 1982年 「サウンド・オブ・ミュージック」で初舞台
- 1991年 第17回菊田一夫演劇賞を受賞する
- 1995年 劇団四季に入団。
- 1996年 読売演劇大賞優秀賞を受賞
- 2011年 3月1日付けで東宝芸能に移籍

## 主な出演

### 舞台

#### 劇団四季所属前
- 『サウンド・オブ・ミュージック』（1982年）
- 『ラ・マンチャの男』（1985年）
- 『プリンセス・モーリー』（1986年）
- 『レ・ミゼラブル』（1988年） - アンサンブル
- 『20世紀号に乗って』（1989年）
- 『アニーよ銃をとれ』（1989年）
- 『心を繋ぐ6ペンス』（1991年）
- 『レ・ミゼラブル』（1991年 - 1994年） - ジャベール 役
- 『ミス・サイゴン』（1992年 - 1993年） - ジョン 役
- 『レディー・ビー・グッド』（1993年） - ジャック 役

#### 劇団四季所属時代
- 『美女と野獣』（1995年） - ガストン 役
- 『キャッツ』（1995年） - アスパラガス=グロールタイガー / バストファージョーンズ 役
- 『リトル・ミー』（1995年） - ノーブル 役
- 『エビータ』（1996年） - ペロン大佐 役
- 『美女と野獣』（1996年） - 野獣 役
- 『オペラ座の怪人』（1998年） - ファントム 役
- 『ソング&ダンス』（1999年）

#### 劇団四季退団後
- 『ラヴ・レターズ』（2001年）
- 『ぶんざ』（2001年） - 紀伊国屋文左衛門 役
- 『風と共に去りぬ』（2001年） - アシュレー 役
- 『Una Noche−TOKYO・午前零時・TANGO ZERO HOUR−』（2001年）
- 『キス・ミー・ケイト』（2002年） - フレッド / ペトルーチオ 役
- 『パナマ・ハッティー』 - ニック役
- 『レ・ミゼラブル』（2003年・2009年・2011年） - ジャン・バルジャン 役
- 『風と共に去りぬ』（2003年・2006年） - レット・バトラー 役
- 『ミス・サイゴン』（2004年） - ジョン 役
- 『サウンド・オブ・ミュージック』（2004年） - トラップ大佐 役
- 『ジャック・ブレルは今日もパリに生きて歌っている』（2004年）
- 『赤い夕陽のサイゴン★ホテル』（2005年）
- 『NOTHING BUT MUSICALS　ゴージャス〜SHOWしま賞!!〜』（2006年）
- 『OUR HOUSE』（2006年）
- 『Mr．PINSTRIPE』（2007年）
- 『BKLYN（ブルックリン）』（2007年）
- 『ラ・カージュ・オ・フォール』（2008年 - 2009年・2012年・2015年・2018年） - ダンドン議員 役
- 『ルルドの奇跡』（2008年） - ドズー医師 役
- 『IL Musicale』（2008年）
- 音楽劇『カラミティ・ジェーン』（2008年） - バッファロー・ビル 役
- 『妊娠させて』（2008年） - 芳野芳彦 役
- 『パイレート・クイーン』（2009年 - 2010年） - ドゥブダラ 役
- 『スペリング・ビー』（2009年） - ミッチ・マホーニー 役
- 『The Game of Love〜恋のたわむれ』（2009年）
- 『アントニーとクレオパトラ』（2010年） - イノバーバス 役
- 『真夏の大運動会』（2010年） - 高田幸吉 役
- 『ラヴ・レターズ』（2010年）
- 『ドラキュラ伝説〜千年愛〜』（2010年） - ヴァン・ヘルシング教授 役
- 『A CENTENARY 100年のI love you』（2011年）
- 『眠れる雪獅子』（2011年）
- 『エリザベート』（2012年） - マックス 役
- 『ブッダ』（2013年） - パセーナディ 役
- 『スクルージ』（2013年・2015年） - 現在のクリスマスの精霊 役
- 『アダムス・ファミリー』（2014年） - フェスター・アダムス 役
- 『ファースト・デート』（2014年） - ウェイター 役
- 『キャッチ・ミー・イフ・ユー・キャン 』（2014年） - カール・ハンラティ 役
- 『貴婦人の訪問』（2015年） - マティアス 役
- 『ジキル&ハイド』（2016年） - ダンヴァース・カルー卿 役
- 『マイ・フェア・レディ』 - ドゥーリトル 役（2018年、2021年）
- 『デスノート THE MUSICAL』（2020年） - 夜神総一郎 役
- 『ハウ・トゥー・サクシード』（2020年） - ビクリー 役
- 『ジェイミー 』 - ジェイミーの父／サンドラ・ボロック 役（2021年）
- 『キャメロット（英語版）』 - ペリノア（2023年予定）[1]
- 『三銃士』（2024年） - リシュリュー 役[2]
- 『屋根の上のヴァイオリン弾き』（2025年） - ラザール 役[3]
- 『ブラック・ジャック』（2025年）[4]
- 『デスノート THE MUSICAL』（2025年公演予定） - 夜神総一郎 役[5]

### ライブ・コンサート
- 『今井清隆ファースト・コンサート』（2001年）
- 愛・地球博『ポップスは世界を巡るーPops Goes Around−』（2005年）
- CD発売記念コンサート『Heaven’s Voice』（2006年）
- 『風の便り　手紙〜今伝えたい言葉がある〜』（2006年）
- 『Broadway Gala Concert 2005−2006』（2006年）
- 『Broadway Gala Concert 2007』（2007年）
- 『LIVE FOR LIFE「音楽彩」〜本田美奈子メモリアル〜』（2008年）
- 『Broadway Gala Concert 2008』（2008年）
- 『ブロードウェイミュージカルライブ2011』（2011年）
- 『THE BEST New HISTORY COMING』（2025年）[6][7]

### 映画
- 『群青 愛が沈んだ海の色』比嘉俊介役（2009年）
- 『心中天使』舟越教授役（2011年）

### テレビ
- 『魅惑のスタンダード・ポップス』（不定期出演）（NHK BS、2011年）
- 音楽ドラマ『ハムレット』ハムレット役（NHK、2011年）
- トニー賞ミュージカルの魅力『日本人が愛した魅惑のミュージカル・ナンバー』（NHK BSプレミアム、2011年）
- その男、意識高い系。（2015年） - 一条幸之助 役

### 声の出演
- ディズニー映画『ノートルダムの鐘』（1996年） - ヴィクトル 役
- ディズニーOVA『ノートルダムの鐘II』（2001年） - ヴィクトル 役
- 映画『ピーター・パン (2003年の映画)』（2004年） - フック船長 / ジョージ・ダーリング / ジェイソン・アイザックス 役
- テーマパーク『魅惑のチキルーム：スティッチ・プレゼンツ “アロハ・エ・コモ・マイ!”』（2008年） - ワハヌイ 役
- ゲーム『キングダム ハーツ 3D ［ドリーム ドロップ ディスタンス］』（2012年） - ヴィクトル 役
- ライブ『堀江由衣をめぐる冒険IV〜パイレーツ・オブ・ユイ 3013〜』（2013年） - パイレーツ・オブ・ユイのテーマ（英語版）
- ライブ『堀江由衣をめぐる冒険V〜狙われた学園祭〜』（2015年） - 青クマ学園の校歌
- ライブ『angelaのミュージック・ワンダー・大サーカス』 - 各年公演ナレーション